# Place Saint-Augustin
La place Saint-Augustin est une place du 8e arrondissement de Paris. 

## Situation et accès
La place Saint-Augustin est un important carrefour routier situé à l'intersection du boulevard Malesherbes (nord / sud) du boulevard Haussmann (nord-ouest / sud-est) et des rues La Boétie et de la Pépinière (sud-ouest / nord-est).
La place à proprement parler ne représente qu'une infime portion de ce carrefour : de forme grossièrement triangulaire, elle est située plus au nord, dans le prolongement du parvis de l'église Saint-Augustin, bordée à l'ouest par le boulevard Malesherbes, à l'est par l'avenue César-Caire, séparée de l'église par la rue de Laborde.
Ce site est desservi par la station de métro Saint-Augustin.

## Origine du nom
Elle doit son nom à la présence de l'église Saint-Augustin.

## Historique
Cette place est indiquée sur le plan de Saint-Victor de 1555.

## Bâtiments remarquables et lieux de mémoire
- Église Saint-Augustin dont la construction a été commencée en 1860 sous la direction de Victor Baltard et achevée en 1871. Une chapelle provisoire en bois avait été construite en 1854 du côté des numéros impairs de la rue de Laborde[1].
- Monument à Jeanne d'Arc dû au sculpteur Paul Dubois (1900)[1]. La grille de protection en fer forgé a été réalisée en 1911 par Louis Georges Bruleaux.
- No 8 :  Cercle national des armées, élevé en 1927 par l'architecte Charles Lemaresquier à l'emplacement de la caserne de la Pépinière.
- No 10 : emplacement de la galerie d'art, ouverte en 1932[2], de Lucy Krohg[3], épouse du peintre Per Krohg, qui y exposa des toiles d'Hermine David (1886-1970) après la mort du peintre Jules Pascin (1885-1930), amant des deux femmes dont il fit d'ailleurs ses héritières. Parmi les autres artistes qu'elle exposa, on peut citer André Helluin (en 1969)[4] et Tsugouharu Foujita[5].

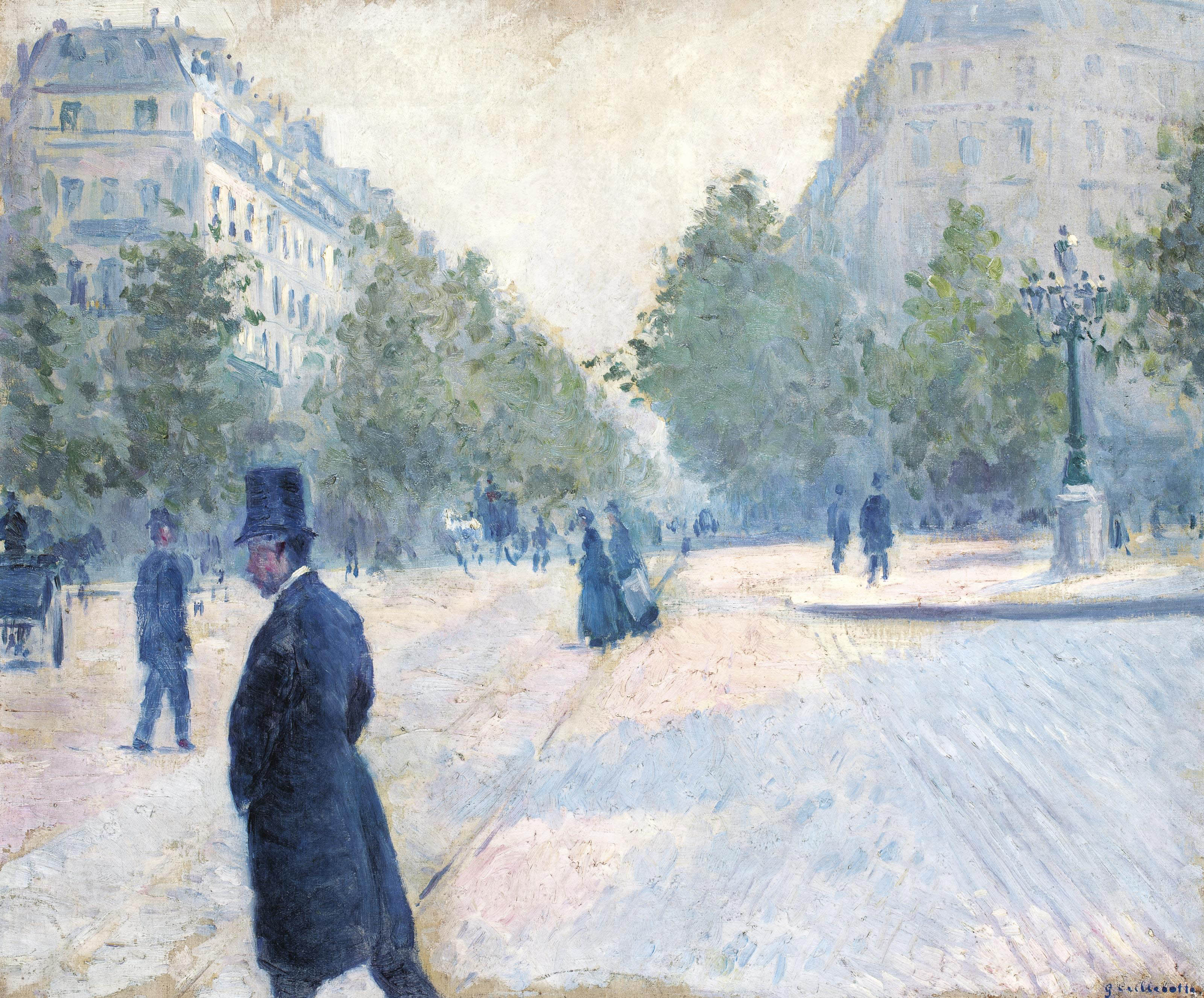
La Place Saint-Augustin, temps brumeux, Gustave Caillebotte, 1878 Collection privée, vente 2012.
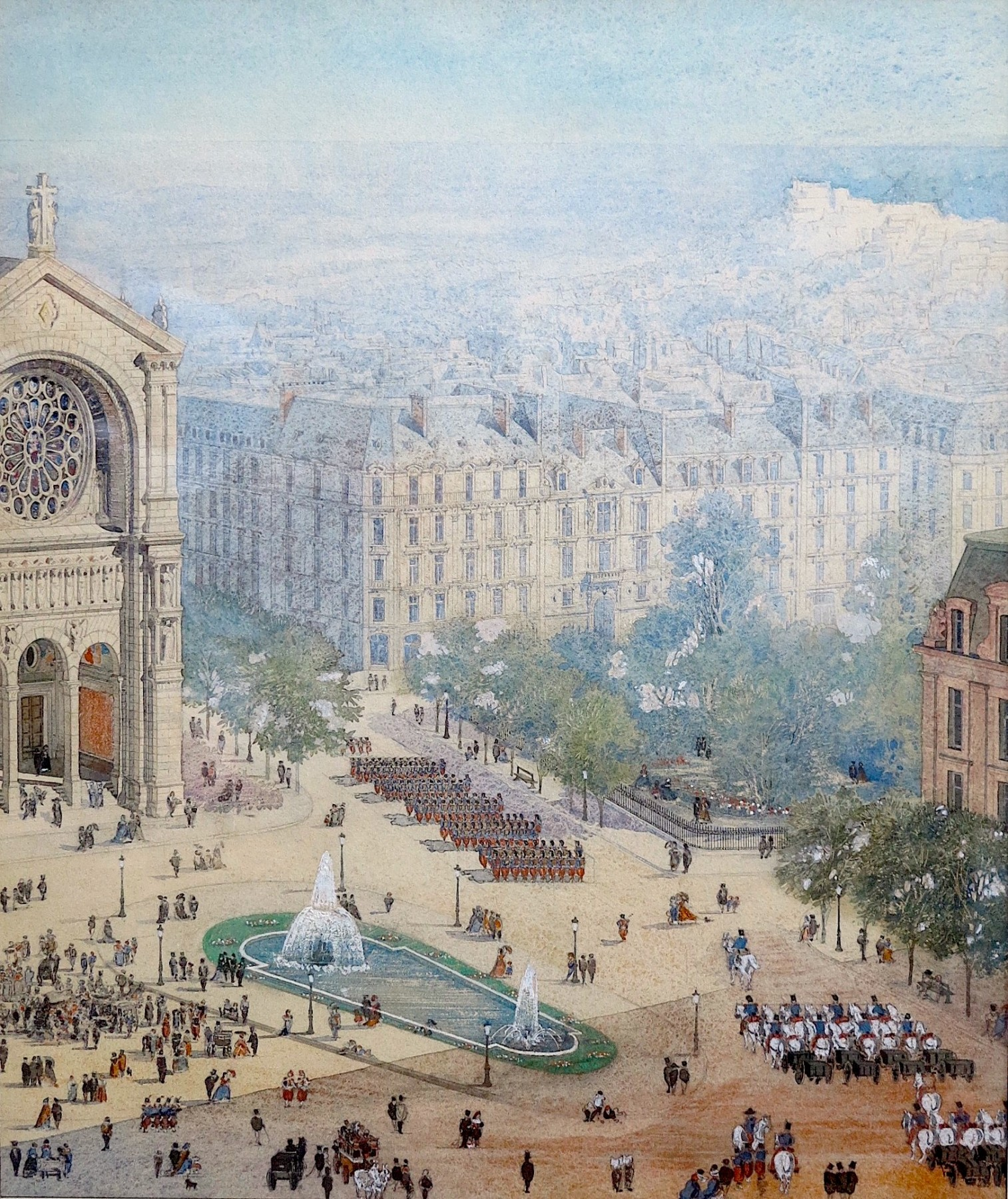
Aquarelle anonyme représentant un défilé militaire place Saint-Augustin, v. 1880.
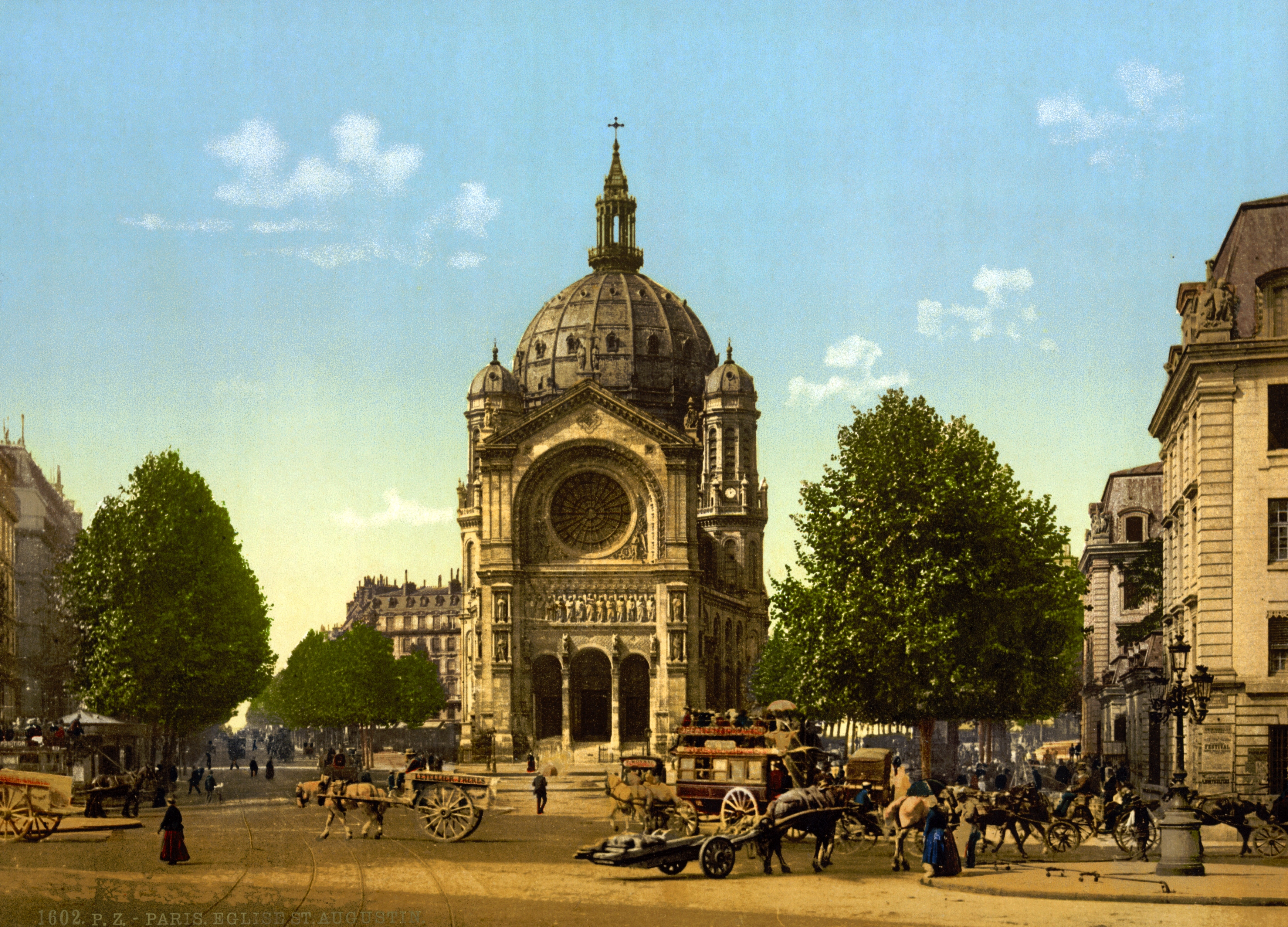
La place Saint-Augustin v. 1890, anonyme.
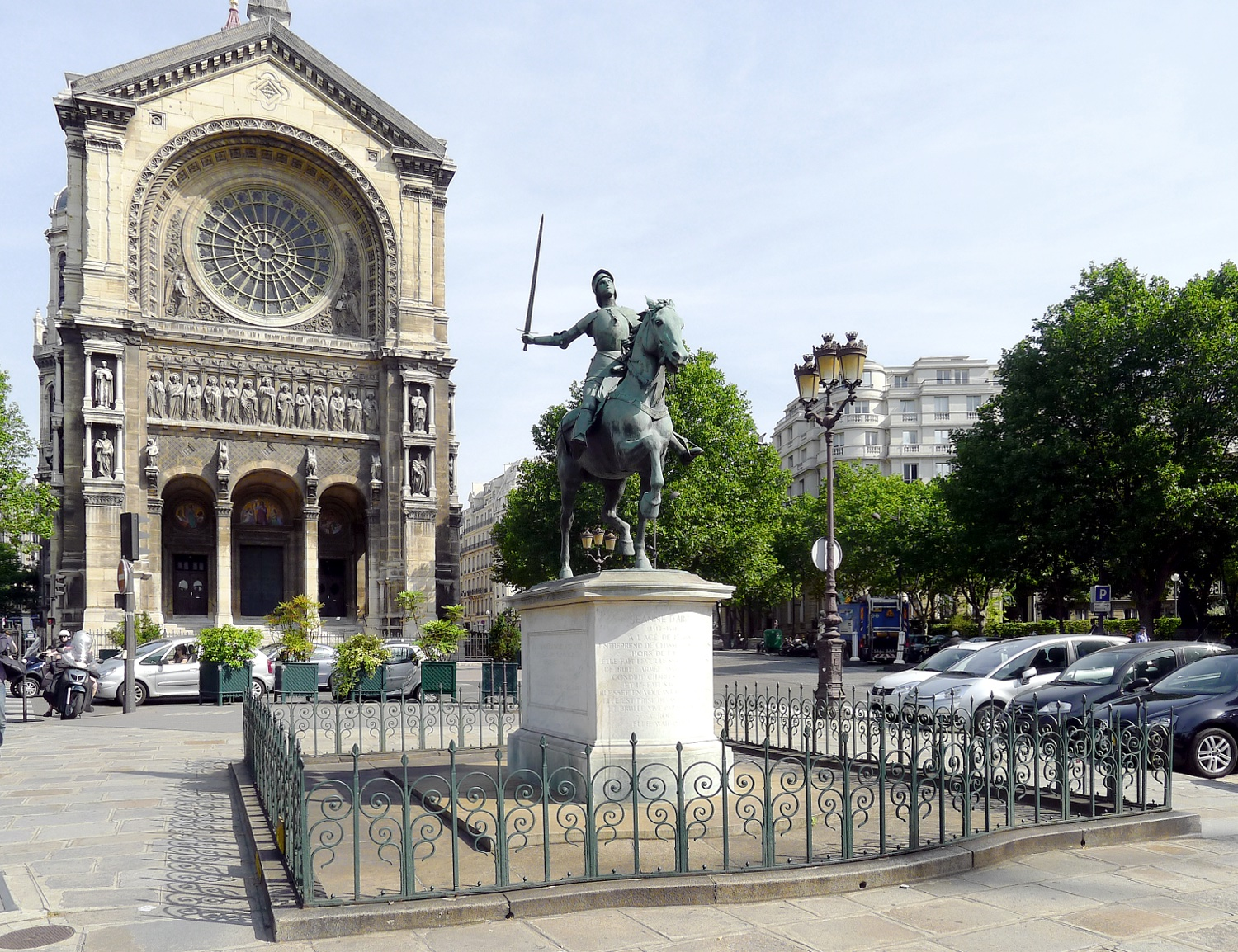
Paul Dubois, Monument à Jeanne d'Arc (1900).
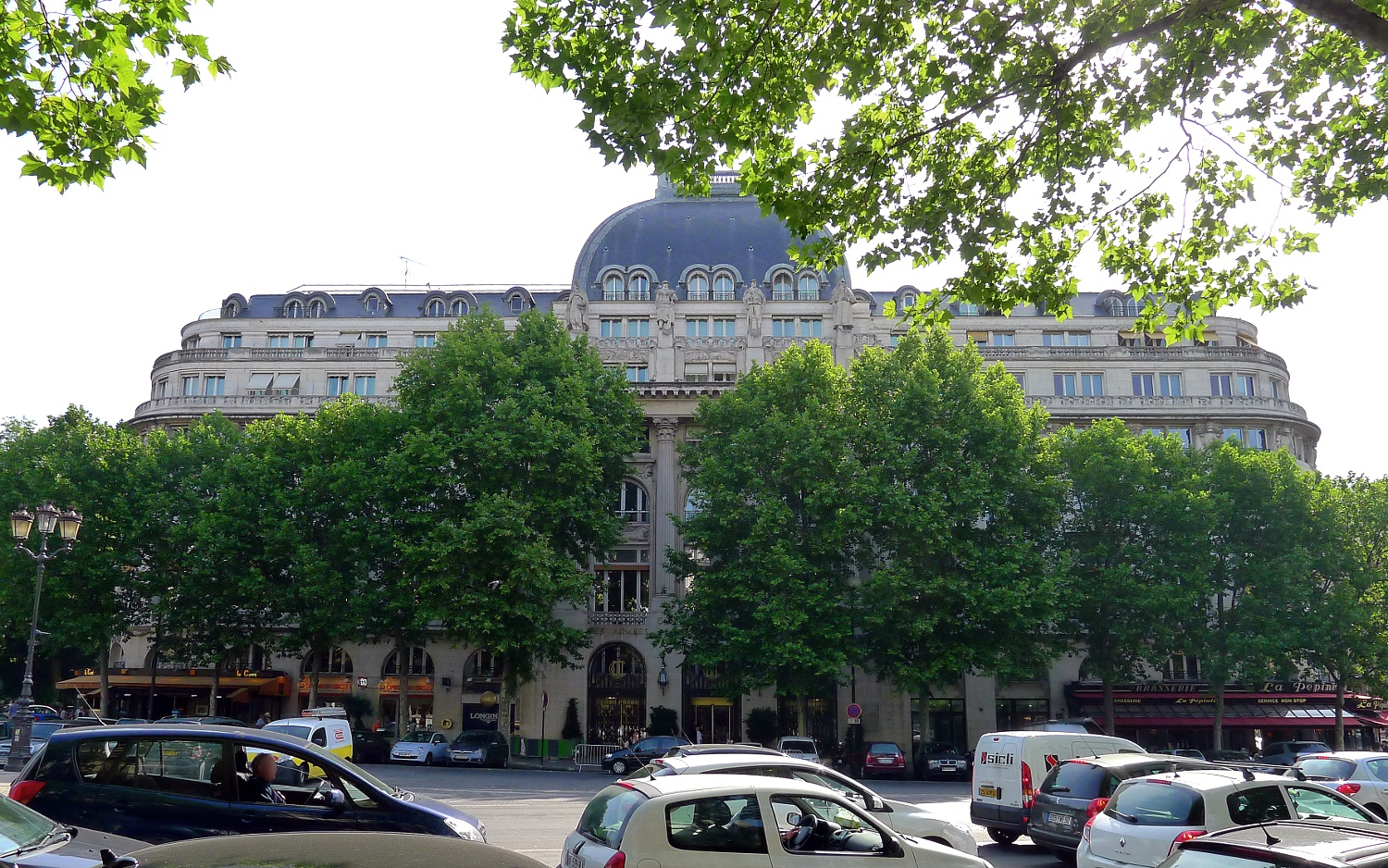
Le Cercle national des armées.